# Вашингтонская карусель
Вашингто́нская карусе́ль (англ. Washington flap) — случаи наблюдения НЛО и связанная с ними конспирологическая теория. С 12 по 29 июля 1952 года в Вашингтоне наблюдались вспышки на радарах.
Вашингтонская карусель вызвала реакцию руководства ВВС США, администрации Белого дома и лично президента США Гарри Трумэна. Явление широко освещалось информационными агентствами, в том числе Washington Post, New York Times.
Впоследствии расследование Гражданского управления по аэронавтике подтвердило, что такие радиолокационные вспышки на радарах были довольно обычным явлением и были вызваны температурными инверсиями.

## Хронология сообщений

### 19 июля 1952 года
- 19 июля 1952 года в 23:40 по местному времени диспетчер Вашингтонского аэропорта Эдвард Нагент (Edward Nugent) заметил на экране радара семь объектов. Объекты были расположены в 15 милях к юго-западу от города. Они двигались вдали от установленных маршрутов движения самолётов в этом районе. Старший диспетчер Гарри Барнс (Harry Barnes) позже напишет:

Мы сразу поняли, что это очень странная ситуация… их движение было абсолютно не похоже на движение обычных самолётов.
Оригинальный текст (англ.)We knew immediately that a very strange situation existed… their movements were completely radical compared to those of ordinary aircraft.

Барнс приказал проверить объекты на других радарах и позвонил на другую РЛС. Диспетчер Говард Коклин (Howard Cocklin) подтвердил, что видит объекты на своих радарах, а также сказал, что наблюдает их визуально из окна башни управления движением воздушных судов:

Вижу яркий оранжевый свет. Я не могу сказать, что это такое.
Оригинальный текст (англ.)A bright orange light. I can't tell what's behind it.

Объекты были видны на радарах и двигались в сторону города. Через некоторое время они зависли над Белым домом и зданием Конгресса США. Барнс позвонил на базу ВВС Эндрюс, там подтвердили, что тоже видят необычные объекты на радаре.

### 20 июля 1952 года
- 20 июля 1952 года в 3:00 два реактивных истребителя с базы в Нью-Касле (Newcastle AFB in Delaware) прибыли для патрулирования воздушного пространства над Вашингтоном. Когда самолеты прибыли на место назначения неопознанные объекты не были обнаружены. Позже Гарри Барнс скажет: «Такое впечатление, что НЛО следят за радиопереговорами и действуют соответственно». Самолёты вернулись на базу. Позже, в 5:30 утра, объекты вернулись на радары в область над Вашингтоном. Радиоинженер из пригорода Вашингтона Е. В. Чамберс (E. W. Chambers) сообщил, что наблюдает «пять крупных дисков в неровном строю. Они наклонились и ушли на крутой подъем.» («Five huge disks circling in a loose formation. They tilted upward and left on a steep ascent»[4]).
- Утром того же дня множество газет по всей стране вынесли новость про этот инцидент на первую полосу. Типичным примером является заголовок газеты Cedar Rapids Gazette[англ.] (штат Айова): «Блюдца кружат над столицей» (Saucers Swarm over Capital).

### 26 июля 1952 года
- С 21:30 неопознанные объекты наблюдались во всех секторах слежения всех РЛС в районе Вашингтона. Объекты двигались медленно, иногда меняя направление движения.
- В 23:20 два реактивных истребителя с базы ВВС в Ньюкасле (Newcastle AFB in Delaware) прибыли в воздушное пространство над Вашингтоном. Один из пилотов, лейтенант Уильям Паттерсон (William Patterson), увидел четыре белых светящихся объекта и принял решение преследовать их. Внезапно объекты окружили его истребитель. Паттерсон запросил башню управления вашингтонского аэропорта о действиях в подобной ситуации. Ответ, полученный из башни, гласил: «Гробовая тишина»[4]. Через несколько минут объекты исчезли.

### 27 июля 1952 года
- Утром 27 июля 1952 года события минувшей ночи опять были на первых полосах газет.

## Пресс-конференция командования ВВС
Чтобы успокоить общественное мнение и ответить на вопросы СМИ, а также надеясь ослабить интерес публики к теме НЛО, в Пентагоне 29 июля 1952 года провели пресс-конференцию. В ней участвовали директор разведки ВВС генерал-майор Джон Сэмфорд и директор операций ВВС США (USAF Director of Operations) Роджер Рэйми. В ходе пресс-конференции Сэмфорд заявил, что наблюдаемые над Вашингтоном объекты могут быть объяснены воздушными явлениями (такими, как болиды или метеоры). Сэмфорд также заявил, что наблюдения НЛО на экране радаров могут быть объяснены инверсией воздушных потоков. В ответ на вопрос, регистрируют ли ВВС аналогичные случаи в других местах, Сэмфорд признал, что зарегистрированы «сотни» таких контактов, но поднятые по тревоге истребители оказываются «бесполезными». Результаты пресс-конференции Руппелт оценил положительно, как он выразился: «In getting the press off our backs» (то есть «отделались от прессы»).
С самого момента проведения пресс-конференции ВВС, уфологи критикуют объяснения Сэмфорда. Капитан Руппелт отметил, что майор Форнет (Fournet) и лейтенант Холкомб (Holcomb), участвовавшие в этих событиях, не согласны с объяснением ВВС.

## Группа Робертсона
Чрезвычайно большое число докладов о наблюдении НЛО в 1952 году вызвало тревогу как в командовании ВВС США, так и в ЦРУ. 24 сентября 1952 года Управление Научной Разведки ЦРУ (CIA’s Office of Scientific Intelligence (OSI)) опубликовало меморандум для директора ЦРУ Уолтера Б. Смита. В нём говорилось, что: «ситуация с летающими тарелками… имеет последствия для национальной безопасности… вызывает озабоченность общественности… создает угрозу массовой истерии и паники». Результатом этого меморандума стало создание в январе 1953 года группы Робертсона. Физик Говард Перси Робертсон возглавил группу, которая состояла из выдающихся учёных и которая провела четыре дня в рассмотрении случаев «лучших» наблюдений НЛО, собранных проектом «Синяя книга». Группа отклонила почти все случаи наблюдения НЛО и постановила, что они не представляют ничего необычного и не несут угрозу для национальной безопасности США. Группа рекомендовала ВВС и проекту «Синяя книга» принять меры к «приданию информации о НЛО особого статуса». После этого доклада проект «Синяя книга» редко получал огласку.

## В культуре
Инциденту посвящён 10-й и эпизод первого сезона научно-фантастического телесериала «Проект „Синяя книга“».